# Virum Skole
Virum Skole er en folkeskole, der ligger i Virum. Skolen har ca. 1.000 elever fra 0. til 9. klasse. Skolens historie går tilbage til 1721.

## Hæder i 2016
Ifølge en opgørelse, som Søndagsavisen foretog i foråret 2016, baseret på tal fra Undervisningsministeriet, lå Virum Skole som nr. to på en liste over landets bedste skoler. Opgørelsen var baseret på en kombination af elevernes karakterer, fraværsprocent, trivsel på skolen og lærernes uddannelsesniveau. Ugebrevet A4 udnævnte samme år skolen til "Danmarksmester i faglig trivsel" og forklarede bl.a. placeringen med, at skolen lå i et velstillet område, hvor eleverne var velopdraget hjemmefra og forældrene bakkede op om skolen. Samtidig havde skolen en tradition for mange linjefagsuddannede lærere.